# 3.º arrondissement de Paris

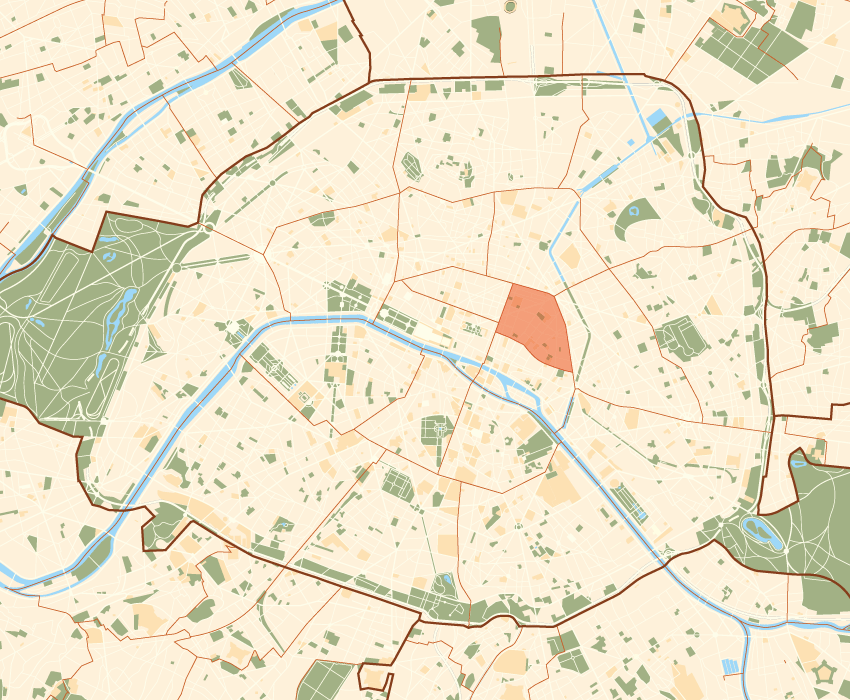
Mapa do 3.º arrondissement, assinalado a vermelho.

O 3.º arrondissement de Paris é um dos 20 arrondissements de Paris. Resulta da extensão da cidade nos séculos XIII e século XIV.

## Demografia
Em 2006, a população era de 34 721 habitantes, com uma densidade média de 29 676 hab/km². O arrondissement representa 1,6% da população parisiense.
| Ano (censo nacional)     | População | Densidade (hab./km²) |
| ------------------------ | --------- | -------------------- |
| 1861 (pico de população) | 99 116    | 84 642               |
| 1872                     | 89 687    | 76 656               |
| 1936                     | 66 233    | 56 609               |
| 1954                     | 65 312    | 55 822               |
| 1962                     | 62 680    | 53 527               |
| 1968                     | 56 252    | 48 038               |
| 1975                     | 41 706    | 35 616               |
| 1982                     | 36 094    | 30 823               |
| 1990                     | 35 102    | 29 976               |
| 1999                     | 34 248    | 29 247               |
| 2006                     | 34 721    | 29 676               |

## Bairros
O 3.º arrondissement encontra-se dividido em quatro bairros:
- Quartier des Arts-et-Métiers
- Quartier des Enfants-Rouges
- Quartier des Archives
- Quartier Sainte-Avoye

## Principais edifícios
- Edifícios religiosos:

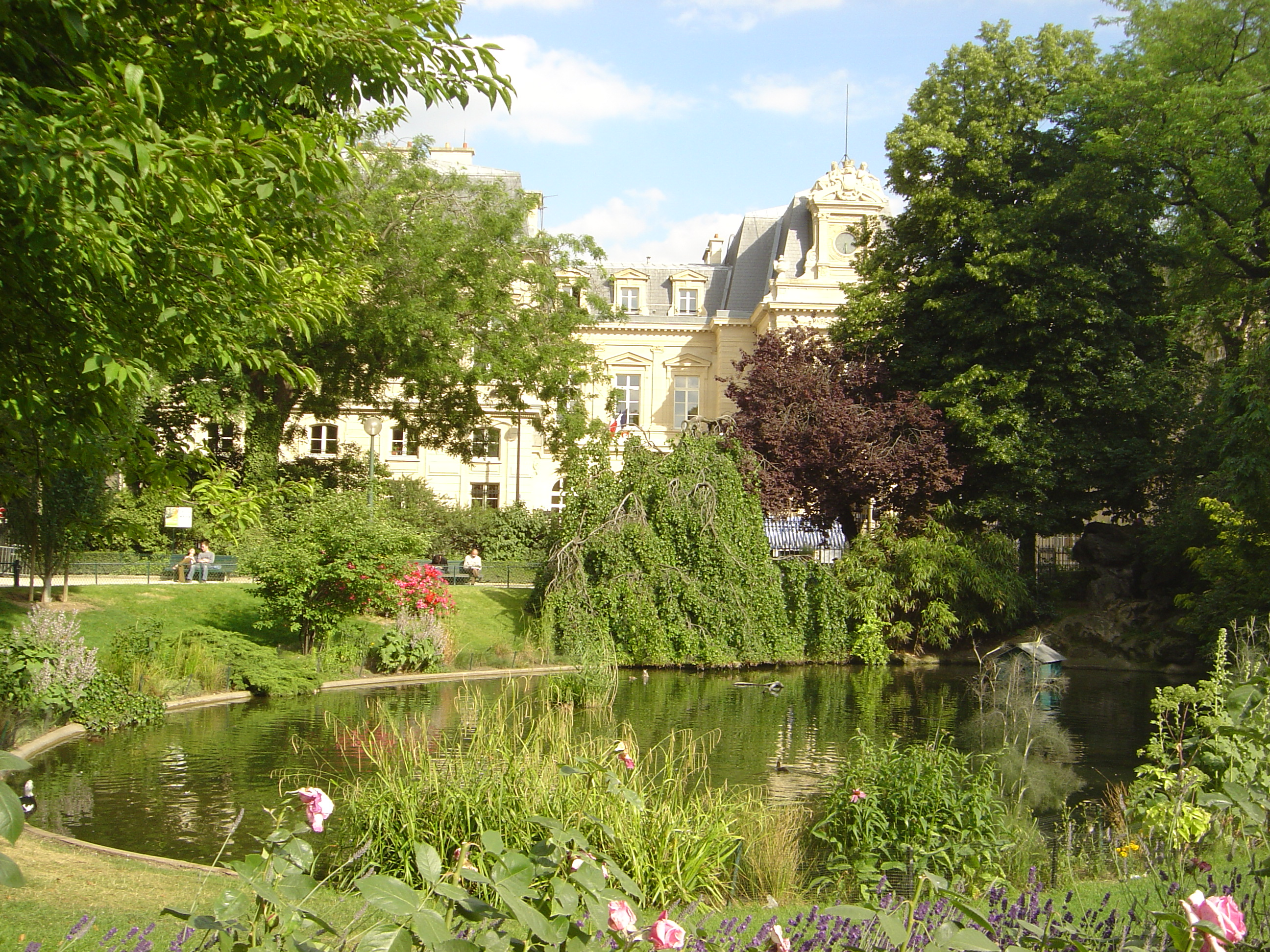
Square du Temple, a prefeitura do arrondissement ao fundo.

  - Igreja Saint-Denys-du-Saint-Sacrement
  - Igreja Saint-Nicolas-des-Champs
  - Igreja Sainte-Élisabeth
  - Sinagoga Nazareth

- Museus e instituições culturais :
  - Arquivos Nacionais
  - Conservatório Nacional de Artes e Ofícios
  - Museu de Artes e Ofícios
  - Museu Carnavalet
  - Hôtel Salé (Museu Picasso)
  - Teatro Déjazet
  - Museu da Caça e da Natureza
  - Museu de Arte e da História do Judaísmo

- Monumentos civis :
  - Carreau du Temple
  - Hôtel de Clisson
  - Hôtel de Guénégaud
  - Hôtel de Donon
  - Hôtel Libéral Bruant
  - Hôtel de Marle
  - Hôtel de Rohan
  - Hôtel de Soubise
  - Lycée Turgot
  - Maison de Pernelle et Nicolas Flamel
  - Marché des Enfants-Rouges

- Parques e jardins :
  - Jardim Saint-Aignan (ou Jardim Anne-Frank)
  - Square du Temple
  - Square Émile-Chautemps